# أدولف هتلر في الثقافة الشعبية

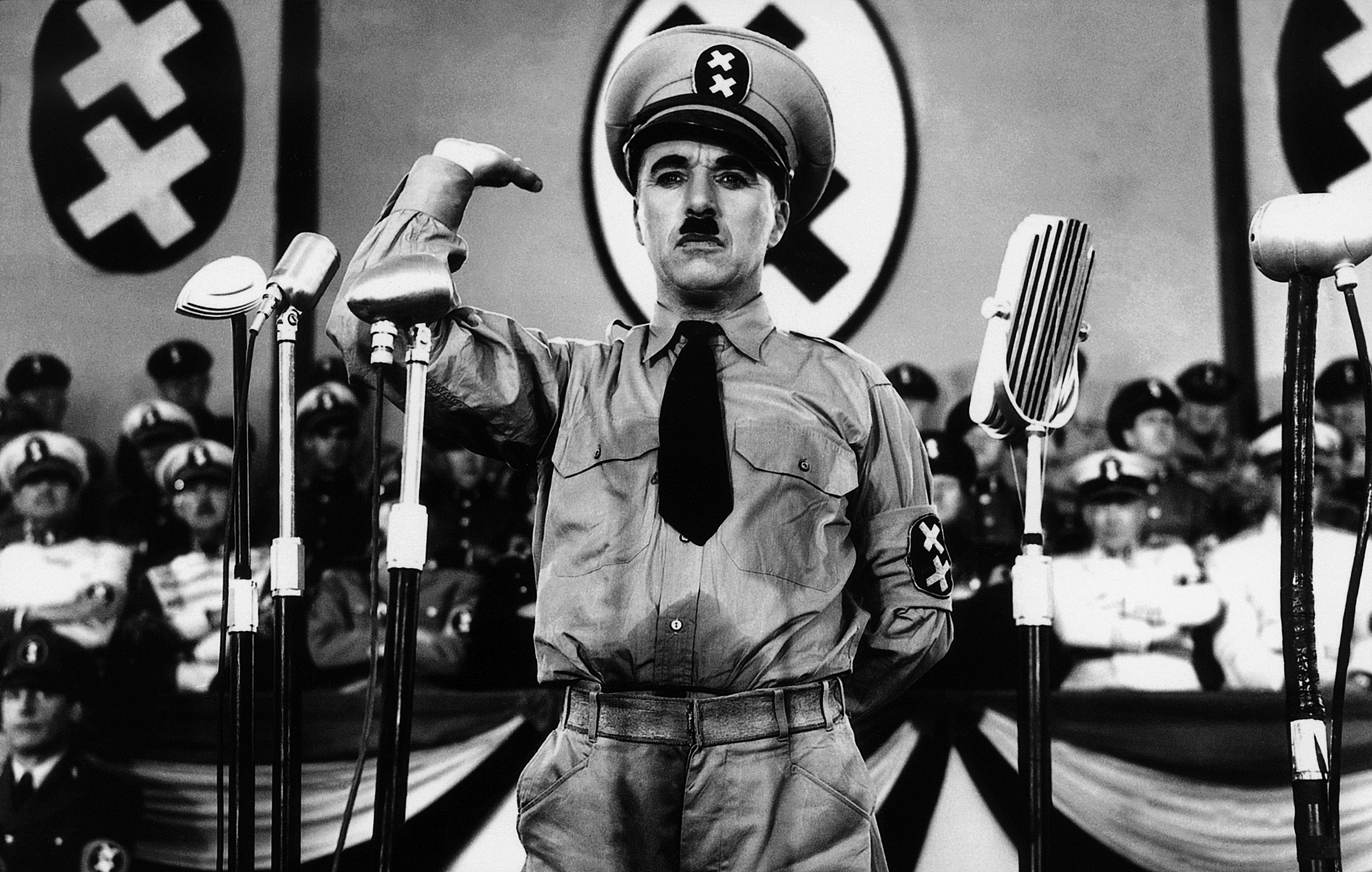
الممثل الكوميدي تشارلي تشابلين يودي دور يسخر من هتلر

أدولف هتلر (20 أبريل 1889 – 30 أبريل 1945) قائد الحزب النازي ومستشار ألمانيا النازية بين عامي 1933 (حمل لقب القائد «فورر» بدءًا من عام 1934) و1945. ظهر هتلر في الثقافة الشعبية منذ أن أصبح سياسيًا معروفًا في ألمانيا، وغالبًا ما كانت صورته المميزة موضع سخرية من معارضيه.
ازداد انتشار التهكم على شخصية هتلر خارج ألمانيا خلال استلامه السلطة. استمرت صور هتلر الجدية والهزلية بالظهور في الثقافة الشعبية منذ نهاية الحرب العالمية الثانية مثيرةً الكثير من الجدل أحيانًا. أدى كل من هتلر والنازية دور الشر البدائي في العديد من الدوريات والكتب والأفلام، وهذا لم يقتصر على الأدب الخيالي بل امتد إلى أعمال الكتاب غير الخياليين الذين ناقشوا شخصه بذات الأسلوب. امتلكت شخصية هتلر سحرًا خاصًا من منظورات أخرى، ويمثل المعرض في متحف التاريخ الألماني أحد الأمثلة العديدة التي شهدت حضورًا واسعًا.

## تمثيل هتلر خلال حياته
برزت شخصية أدولف هتلر في أعمال عديدة من الموسيقا والأدب الشعبي، ففي ألمانيا، صورت المجلات الكرتونية والدعايات هتلر بأسلوب ساخر قبل استلامه زمام السلطة بدعم من أعدائه، وأظهر المصور السريالي جون هارتفيلد هتلر بأسلوب سخيف في تصاميمه الإعلانية المعادية للنازية.
وبعد أن أصبحت النازية قوةً وطنيةً في يناير 1933، اقترنت صورة هتلر بالإله ونال احترام ومحبة الشعب الألماني، وهذا ظهر جليًا في فيلم انتصار الإرادة الذي شارك هتلر في إنتاجه. كان الفيلم الألماني شهادة الدكتور مابوس عام 1933 استثناءً لذلك، وحُظر من العرض على يدي وزارة التنوير والدعاية العامة النازية. اعتبر نقاد عديدون أن تصوير فريتز لانغ لشخصية مهووسة بالقتل تخطط لإنشاء إمبراطورية إجرامية ضمن جدران ملجأ إجرامي حكايةً رمزيةً حول صعود النازية في ألمانيا إلى السلطة.
كانت شخصية هتلر خارج ألمانيا غالبًا موضع سخرية. تضمنت مسرحية جنيف لجورج برنارد شو رسومًا كاريكاتورية لهتلر بشخصية هير باتلر، إذ ظهر في مجلس دولي مع صديقيه سيغنور بومباردن (موسوليني) وجنيرال فلانكو (فرانكو). هناك شخصيات كرتونية عديدة سخرت من خصائص هتلر المميزة مثل تلك التي صممها ديفيد لو.

### بعد بدء الحرب
تُعد مسرحية برتولت بريشت صعود أرتورو يو آي المقاوم عام 1941 أحد الأمثلة الباكرة الأخرى على الإشارة الكامنة لأدولف هتلر الذي ظهر فيها بدور الشخصية الرئيسة أرتورو أوي، وهو أحد المبتزين في تجارة القرنبيط في شيكاغو، تعرض فيه إلى سخرية فاقت الحدود. عبر بريشت -الألماني الذي غادر بلاده عند استحواذ النازية على السلطة- عن معارضته للاشتراكية الوطنية والحركات الفاشية في مسرحيات أخرى مثل الأم الشجاعة وأبناؤها والخوف والبؤس في الرايخ الثالث.
خارج ألمانيا، ظهر هتلر بشخصية ساخرة معتوهة، وهناك الكثير من الأمثلة البارزة في الأفلام الهوليوودية المعاصرة لتلك الفترة. كانت سلسلة أفلام المهرجين الثلاثة القصيرة عام 1940، وأولها أيها الجاسوس الكريه! (مع استخدام لفظ نازتي Nazty بدلًا من ناستي Nasty، إشارة ساخرة إلى النازية) أولى الأعمال الساخرة من هتلر والنازيين. أدى فيها الممثلون، وبينهم مو هارد بدور «مو هيلستون» الذي يجسد شخصية هتلر، دور ديكتاتوريين يحكمون الدولة الخيالية مورونيكا. يفترض هذا الفلم القصير وجود قضايا تجارية خلف صعود هتلر إلى السلطة، وقيل إنه العمل المفضل لمو هارد ولاري فاين من بين أفلام المهرجين الثلاثة القصيرة.
صدرت تتمة لهذا الفيلم بعد عام من عرضه بعنوان لن أؤدي التحية النازية بعد الآن. وضح هذا العمل الصدام بين هتلر وعصبة الأمم. في أحد الأفلام القصيرة الأخرى للمهرجين الثلاثة، أُشير إلى هتلر باسم «شيكلغروبر» دلالةً على الاسم الأصلي لوالده ألويس هتلر. سخر شارلي شابلن من هتلر بشخصية «أدينويد هينكك»، وهو ديكتاتور مهرج يحكم تومانيا في مادة فنية نشرها بعد تسعة أشهر من أول أعماله القصيرة الساخرة من النازية بعنوان الديكتاتور العظيم عام 1940، وهو من أشهر أعمال المحاكاة الساخرة لشخصية هتلر.
خلال الحرب العالمية الثانية، ظهرت أعمال كاريكاتورية كثيرة تصور هتلر في العديد من الرسوم المتحركة القصيرة، ومنها دير فيورر فيس (بطوط في بلاد النازية)، وهو برنامج كرتوني دعائي من إنتاج ديزني تدور أحداثه في زمن الحرب، ويقدم شخصية دونالد دوك (التي استمدها المؤلف من أداء سبايك جونز للأغنية التي كتبها أوليفر والاس) بالتعاون مع شركة وارنر برذرز الترفيهية المدمجة. يقدم البرنامج الكرتوني المعادي للنازية هير يقابل هاير شخصية باغز باني، لكن أول ظهور لهتلر في برامج وارنر برذرز الكرتونية يعود إلى عام 1932 في عرض بوسكو المصور الصامت القصير حين ظهر هتلر يلاحق جيمي دورانت بفأس.
رسم جورج غروز لوحة قابيل أو هتلر في الجحيم عام 1944 مظهرًا الموت يهاجم هتلر في الجحيم. استخدم المصور السريالي والفنان جون هارتفيلد صورة هتلر مرات عدةً هدفًا للسخرية اللاذعة خلال حياته.
في فيلم مطاردة الرجال عام 1941، من إخراج فريتز لانغ، الذي عُرض في المسارح قبل دخول أمريكا ساحة الحرب، ظهر هتلر مستهدفًا من منظار بندقية الكابتن آلان ثورنديك.
في أفلام إرنست لوبيتش عام 1942 تكون أو لا تكون (إضافةً إلى إصدار ميل بروكس عام 1983) ينتحل ممثل من مجموعة بولندية تمثيلية شخصية هتلر ليسمح بهرب الفرقة إلى إنجلترا.
وبعيدًأ عن الأفلام الهوليوودية، ظهر هتلر في العديد من قصص الأبطال الخارقين في كتب الرسوم الهزلية الذين واجهوه بشكل مباشر أو غير مباشر خلال الحرب العالمية الثانية. من هؤلاء الأبطال سوبر مان وكابتن أمريكا والدرع ونامور الرجل الغواص. ظهر كابتن أمريكا في أول رسومه الهزلية يضرب هتلر على فكه، وكان الجمجمة الحمراء، العدو اللدود له، شخصية هزلية أخذت دور المتدرب لدى هتلر. ظهر الدكتاتور رازان في الإصدار 15 من سوبرمان، وحاول غزو دولة ديمقراطية مجاورة، لكن سوبرمان هزم جيشه وًاصيب رازان برصاصة في أثناء هروبه.
تعرض هتلر للاستهزاء في الأغاني الشعبية الساخرة مثل «ستالين لم يكن ستالين» أو عندما كتبت كلمات جديدة للأغاني القديمة من مثل «هتلر لا يملك سوى خصيةً واحدة» (على أنغام «مارش الكولونيل بوجي»).

## تمثيل هتلر بعد وفاته
استمر تصوير هتلر بعد وفاته بالشخص العاجز الأحمق، لكن رغم وضوح سياساته المعادية للسامية خلال حياته، لم تمتد محرقة الهولوكوست إلى أقصى مداها ولم تُعرف الإبادة الجماعية النازية حتى وفاته، وكان هذا بالتوازي مع زوال تهديده سببًا للطريقة التي يظهر بها في الثقافة الشعبية، والتي أدت إلى تجسيده بمظهر الشيطان.
في الفيلم التلفزيوني المعروض عام 2003 تحت عنوان هتلر: نهوض الشيطان، أدى روبرت كارليل الدور الرئيس مصورًا حكايةً نصف خيالية عن حياة هتلر من الطفولة إلى منصبه الجديد كقائد «فورر» ومستشار للرايخ الألماني، ومتمًا صعوده إلى السلطة الدكتاتورية الاستبدادية، لكن الفيلم تعرض للانتقادات لانعدام الدقة في تصوير طباع هتلر والأحداث المتعلقة به إلى أن اعتبر العمل خياليًا بالمطلق.
يعالج فيلم ماولوك (1999) من إخراج ألكسندر سوركوروف وبطولة ليونايد موزغوفوي حياة هتلر في ملجئه في جبل البرغهوف قرب بلدية بيرتشسغادن خلال الحرب، وهو مشتق بأغلبه من سلسلة مونولوج الحرب العالمية الثانية بعنوان أحاديث طاولة هتلر التي نُشرت بعد الحرب.
صُورت الأيام الأخيرة لهتلر في أفلام عديدة، بدايةً من فيلم الأيام العشر الأخيرة عام 1955، من إخراج جورج ويلهلم بابست، وبطولة ألبن سكودا الذي مثل دور الدكتاتور، وتلاه الجزء الخامس والأخير من سلسلة الأفلام السوفييتية «التحرير» (بين 1969 و 1972) من إخراج يوري أوزيرو وبطولة فريتز ديز (ممثل اشتهر بتمثيل شخصية هتلر في عدة أفلام ألمانية شرقية بدايةً من عام 1955).
كانت أولى الأعمال الغربية التي تناولت حياة هتلر البرنامج التلفزيوني البريطاني وفاة أدولف هتلر (السابع من يناير عام 1973) من بطولة فرانك فينلاي الذي أدى الدور الرئيس في البرنامج، وهتلر: الأيام العشر الأخيرة (1973) من إخراج إنيو دي كونسيني وبطولة السيد أليك غينيس. كان الفيلم التلفزيوني الأمريكي الملجأ (1981) خامس الإصدارات التي تناولت حياة هتلر، وهو من إخراج جورج شايفر وبطولة أنتوني هوبكنز، وختام هذه الأعمال فيلم السقوط المرشح لجائزة الأوسكار عام 2004 من إخراج أوليفر هيرشبيغل وبطولة برونو غانتس بدور هتلر. يصور الفيلم القصير مئة عام من أدولف هتلر – الساعات الأخيرة في ملجأ القيادة عام 1988 الساعات الأخيرة التي قضاها هتلر في ملجئه، وهو من إخراج كريستوف شلينغينسف وبطولة يودو كيير، لكن لا يمكن اعتباره إعادة إنتاج للأفلام المذكورة آنفًا بالمعنى الحقيقي.
ظهر هتلر في سلسلة الأفلام التلفزيونية داخل الرايخ الثالث عام 1982 من بطولة ديريك جاكوبي الذي رُشح لجائزة الإيمي عن أدائه في هذا العمل. صُور هتلر أيضًا في فيلم فالكيري من بطولة ديفيد بامبر الذي روى حكاية محاولة اغتياله بتفجير يوليو 1944.